# Куртин
Куртин (фр. Courtine) насеље је и општина у централној Француској у региону Лимузен, у департману Крез која припада префектури Обисон.
По подацима из 2011. године у општини је живело 766 становника, а густина насељености је износила 18,49 становника/km². Општина се простире на површини од 41,42 km². Налази се на средњој надморској висини од 780 метара (максималној 895 m, а минималној 714 m).

## Демографија
| 1962. | 1968. | 1975. | 1982. | 1990. | 1999. | 2011. |
| ----- | ----- | ----- | ----- | ----- | ----- | ----- |
| 1.184 | 1.233 | 1.164 | 986   | 1.057 | 971   | 766   |

График промене броја становника у току последњих година